# The Phantom of the Opera (canción)
«The Phantom of the Opera» es un composición musical compuesta para el musical homónimo del año 1986 de Andrew Lloyd Webber, el cual está basado en la novela, escrita por Gaston Leroux, y publicada en 1910.

## Versiones
Algunos grupos de Gothic metal la han empleado para darle una versión más metalera, entre ellos están Nightwish en su álbum Century Child; Dreams of Sanity en su álbum Masquerade, con la colaboración de Tilo Wolff como el Fantasma (No es versión de Lacrimosa); Anabantha, una versión en español (Album, Letanías Capítulo II ... La Pesadilla); la versión que lleva el título de "Phantom of the Paris Opera" de Iced Warm, además de una versión en concierto del grupo finés Holy Hell. Esta obra también cuenta con la participación del cantante del grupo estadounidense de rock Kiss Paul Stanley.
La cantante finlandesa Tarja Turunen (exmiembro de Nightwish) actualmente interpreta la canción en sus conciertos dándole un estilo más metalero, gótico y sombrío a la canción, así como hizo con Nightwish antes de dejar la banda.